# 모데나 햄
모데나 햄(Modena+ham)은 이탈리아 에밀리아로마냐주의 도시인 모데나에서 만들어지는 건식 염지 생햄이다. 프로슈토의 일종이며, 프로슈토 디 모데나(이탈리아어: prosciutto di Modena)라는 이름은 1996년 6월 21일부터 유럽연합의 원산지 명칭 보호(PDO)를 받는다. 현지에서는 파르소트 에드 모드나(에밀리아어·로마냐어: parsótt ed Mòdna)로도 불린다.

## 같이 보기
- 프로슈토